# 415 (szám)
A 415 (római számmal: CDXV) egy természetes szám, félprím, az 5 és a 83 szorzata.

## A szám a matematikában
A tízes számrendszerbeli 415-ös a kettes számrendszerben 110011111, a nyolcas számrendszerben 637, a tizenhatos számrendszerben 19F alakban írható fel.
A 415 páratlan szám, összetett szám, azon belül félprím, kanonikus alakban az 51 · 831 szorzattal, normálalakban a 4,15 · 102 szorzattal írható fel. Négy osztója van a természetes számok halmazán, ezek növekvő sorrendben: 1, 5, 83 és 415.
Tizenegyszögszám.
A 415 négyzete 172 225, köbe 71 473 375, négyzetgyöke 20,37155, köbgyöke 7,45904, reciproka 0,0024096. A 415 egység sugarú kör kerülete 2607,5219 egység, területe 541 060,79476 területegység; a 415 egység sugarú gömb térfogata 299 386 973,1 térfogategység.